# Lokomotiva 773
Lokomotiva řady 773 je dieselelektrická lokomotiva (dieselová lokomotiva s elektrickým přenosem výkonu) určená pro těžký posun a dopravu těžších nákladních vlaků. Vznikla rekonstrukcí starších strojů řady 771 firmou ZŤS - KV Dubnica nad Váhom mezi lety 1998 a 2002.

## Vznik
Po svém oddělení od původních ČSD získaly nově vzniklé Železnice Slovenskej republiky (ŽSR) do svého lokomotivního parku také větší počet lokomotiv řad 770 a 771 pro těžký posun. Tyto stroje vynikaly vysokými tažnými a brzdnými silami, čehož bylo na posunu a v nákladní dopravě často využíváno, začala se však postupně projevovat jejich zastaralost a nehospodárnost. Po experimentu s prototypovou lokomotivou řady 772, která se nikdy nerozjela vlastní silou, zadaly ŽSR projekt modernizace těchto řad firmě ZŤS - Koľajové vozidlá z Dubnice nad Váhom. První lokomotiva 773.001 byla dokončena počátkem roku 1998 a po představení zařazena do zkušebního provozu v depu Zvolen. Výsledky byly uspokojivé a ŽSR proto objednaly přestavbu dalších čtyř strojů, které byly dodány v následujícím roce. V letech 2001–2002 pak prošla rekonstrukcí druhá pětice strojů, osazená mírně upraveným motorem CAT 3512 B. 

## Technický popis
Při rekonstrukci byl z původní lokomotivy využit kompletní rám a pojezd, jde proto stále o šestinápravovou lokomotivu, stojící na dvou třínápravových podvozcích. Zcela nově jsou pak postaveny kapoty a pohonné soustrojí, jehož srdcem je spalovací motor CAT 3512 DI-TA/2 o jmenovitém výkonu 1 300 kW (u druhé pětikusové série byl již použit modernější typ 3512 B), spojený s trakčním alternátorem Siemens 1 FC 2 564-6. Pohon dvojkolí je realizován šesticí elektromotorů (pro každé dvojkolí jeden), uložených v podvozcích. Řízení lokomotivy a pomocných pohonů zajišťoval původně elektronický řídicí systém Woodward s centrálním počítačem; při druhé rekonstrukci na široký rozchod byl nahrazen novým od jiného výrobce. Stanoviště strojvedoucího jsou vybavena klimatizací a bohatým prosklením. Zcela nově byla na lokomotivu doplněna elektrodynamická brzda, disponující maximálním brzdným výkonem 1 350 kW a pracující až do téměř úplného zastavení. Pro ovládání dvojice lokomotiv z jednoho stanoviště jsou lokomotivy vybaveny vícenásobným řízením.
V rámci úprav na rozchod 1 520 mm byly lokomotivy přizpůsobeny provozu na tomto rozchodu, dosazena automatická spřáhla SA-3 a provedeny další drobné úpravy. Zároveň byly přelakovány z původního oranžového nátěru do fialového firemního schématu Železničná spoločnosti Cargo Slovakia.

## Provoz
Od dodání (domovem všech lokomotiv se stalo depo Zvolen) sloužila celá řada na nákladních vlacích v okolí, především pak na sklonově náročných tratích do Vrútek, Plešivce a Horné Štubně. U těžkých vlaků se často využívalo i vícenásobné řízení a lokomotivy dopravovaly soupravy ve dvojicích. Vzhledem k častým poruchám především v počátcích provozu lokomotivy získaly přezdívku „somár“ (osel). V roce 2005 přešly lokomotivy do majetku oddělené nákladní divize pod názvem Železničná spoločnosť Cargo Slovakia.
Zásadní změnou v provozu řady 773 se stalo rozhodnutí o jejich rekonstrukci a převázání na široký rozchod 1 520 mm, aby mohly být provozovány na východoslovenských překladištích. Na jaře 2009 byly všechny lokomotivy odstaveny a odvezeny do ŽOS Zvolen, kde byla tato rekonstrukce provedena a zároveň změněno označení na řadu 773.8 (inventární čísla 801–810). O rok později vyjely první upravené stroje a byly přiděleny do depa Čierna nad Tisou. Zde opět pracují ve dvojicích a zajišťují posun s velmi těžkými soupravami, především se surovinami přiváženými z Ukrajiny, kde je efektivně využitelná jejich elektrodynamická brzda. Přesto zůstávají v provozu i starší lokomotivy řad 770.8 a 771.8, provozované jak v Čierné nad Tisou, tak na pracovišti Maťovce. 